# Franciszek Maria I della Rovere
Franciszek Maria I della Rovere (ur. 22 marca 1490 – 20 października 1538) – włoski kondotier, mecenas sztuki i książę Urbino w latach 1508–1516 i 1521–1538 z przerwą na panowanie Wawrzyńca Medyceusza.

## Życiorys
Franciszek Maria urodził się w Senigalli, jako syn papieskiego dowódcy i władcy tego miasta Jana della Rovere i jego żony Joanny da Montefeltro, córki Fryderyka III da Montefeltro, księcia Urbino i jego dziedziczki. Był również bratankiem kardynała Juliana della Rovere, późniejszego papieża znanego jako Juliusz II.
Jego wuj ze strony matki Guidobaldo I, książę Urbino, który był bezdzietny, wezwał Franciszka Marię na swój dwór i uznał go za swojego dziedzica w 1504 roku za pozwoleniem Juliusza II. W 1502 roku ród della Rovere stracił władzę nad Senigallią, którą opanował Cezar Borgia, syn papieża Aleksandra VI, na którego rozkaz od roku podbijał księstwa Romanii, z której chciał wykroić sobie własne państewko i wkrótce stał się najpotężniejszym władcą w tym regionie. Franciszek Maria i jego matka uniknęli wysłanych przez Borgię morderców uciekając do obozu Andrei Dorii. Kiedy w 1508 roku Guidobaldo I zmarł, jego następcą na książęcym tronie Urbino został Franciszek Maria; poza tym dzięki wsparciu wuja Juliusza II udało mu się odbić i objąć władzę w Senigalli po śmierci Borgii.
W 1508 roku książę Urbino poślubił Eleonorę Gonzagę (1493–1570), córkę Franciszka II, markiza Mantui i jego żony Izabeli d'Este.
W 1509 roku został Kapitanem Generalnym Państwa Kościelnego i dowodził jego siłami w czasie jednej z wojen włoskich przeciwko Ferrarze i Wenecji. Kiedy w 1511 roku po nieudanym podboju Bolonii i zdobyciu miasta przez siły kardynała Franciszka Alidosi, Franciszek Maria zamordował duchownego, co spowodowało kilkutygodniowy gniew Juliusza II. Ostatecznie wuj i bratanek pojednali się ze sobą i w 1513 Franciszek Maria został mianowany panem na Pesaro.
Wkrótce zmarł papież Juliusz II, przez co książę Urbino stracił swojego głównego politycznego patrona, a następny papież, Leon X prawa do Pesaro zostały przeniesione na papieskiego bratanka Wawrzyńca Medyceusza. W trzy lata później Franciszek Maria został ekskomunikowany i pozbawiony księstwa Urbino na rzec Wawrzyńca Medyceusza i della Rovere mógł powrócić do swojego władztwa dopiero po śmierci papieża Leona X w 1521 roku.
Della Rovere walczył jako Kapitan Generalny Republiki Weneckiej w kolejnej z wojen włoskich w latach 1523–1525, ale nowy papież z rodu Medyceuszy Klemens VII nie żywił do księcia Urbino zaufania.
Franciszek Maria zmarł otruty w Pesaro.

## Potomstwo
Ze związku małżeńskiego z Eleonorą Gonzagą (1493–1570) miał trzynaścioro dzieci:
- Fryderyka (ur. i zm. 1511).
- Guidobaldo II (ur. 2 kwietnia 1514 – zm. 8 września 1574), mąż Juli Varano i z Wiktorii Farnese (córką Piotra Alojzego Farnese, księcia Parmy.
- Joanna (ur. 1515 – zm. 1518).
- Jan (ur. 1516 – zm. 1518).
- Katarzyna (ur. 1518 – zm. 1520).
- Beatrycze (ur. 1521 – zm. 1522).
- Franciszek Maria (ur. 1523 – zm. 1525).
- Hipolita (ur. 1525 – zm. 1561), żona Antoniego Aragońskiego, księcia Montalto.
- Maria (ur. 1527 – zm. 1528).
- Elżbieta (ur. 1529 – zm. 6 czerwca 1561), żona Alberyka I Cybo-Malaspina, markiza Massy i Carrary.
- Julia Feltria (ur. 1531 – zm. 4 kwietnia 1563), żona Alfonsa d'Este, pana Montecchio.
- Juliusz Feltrio (ur. 1533 — zm. 1598), kardynał.
- Jolanta (ur. 1535 – zm. 1538).